# Кеншинбаев, Каттай Бектасович
Каттай Бектасович Кеншинбаев (1929—2001) — советский и казахский промышленный деятель.
Автор ряда работ, изобретений и рационализаторских предложений.

## Биография
Родился 17 декабря 1929 года в ауле Кызылту Петропавловского округа Казакской АССР (ныне — Северо-Казахстанская область Казахстана). Рано потеряв родителей, воспитывался с тремя сёстрами в семье родного брата отца.
Начальную школу окончил в Кызылту, дальнейшее образование получил в селе Сарытомар. В 1952 году окончил в Барнауле Алтайский институт сельскохозяйственного машиностроения (ныне Алтайский государственный технический университет). По распределению был направлен в город Томск, где работал мастером цеха на шарикоподшипниковом заводе. В 1953—1959 годах, будучи уже членом КПСС, работал механиком МТС Колпашевского района Томской области.
В 1959 году Каттай Кеншинбаев возвратился в Казахстан. Сначала работал заведующим отделом треста совхозов Булаевского района (ныне Район Магжана Жумабаева), затем в 1960—1967 годах был инструктором сельскохозяйственного отдела Северо-Казахстанского обкома партии и начальником Строительно-монтажного управления объединения «Казсельхозтехника». В 1967—1969 годах работал начальником областного управления мелиорации и водного хозяйства. С 1969 года и до выхода на заслуженный отдых (в течение 25 лет) являлся бессменным руководителем треста «Союзцелинвод», который обеспечивал водой не только свой регион, но и смежные с Казахской ССР области СССР.
Находясь на пенсии, участвовал в работе городского и областного совета ветеранов труда.
Умер 16 мая 2001 года, похоронен на кладбище села Бесколь.
В 2009 году улица в Петропавловске улица Ф. Рузаева была переименована в улицу Каттая Кеншинбаева.

## Заслуги
- Был награждён орденами Трудового Красного Знамени (трижды) и «Знак Почёта», а также медалями, в числе которых «За освоение целинных земель», золотая, серебряная и бронзовая медали ВДНХ СССР.
- Удостоен званий «Заслуженный гидротехник Казахской ССР» и «Изобретатель СССР».
- Почётный гражданин города Петропавловска, также его имя занесено в Книгу почёта города.